# Hallormsstaður
Hallormsstaður ist eine Siedlung im Osten von Island.
Der Ort liegt am Ostufer des Sees Lagarfljót, 26 km südlich von Egilsstaðir und ist von dort über den  Skriðdals- og Breiðdalsvegur  und den Upphéraðsvegur  zu erreichen.
Hallormsstaður gehört zu der Gemeinde Múlaþing und ist aus einem Pfarrhof mit einer Kirche hervorgegangen.
Hier wurde 1930 eine Handwerks- und Hauswirtschaftsschule gegründet.
Davor gab es hier eine private Frauenschule.
Die Siedlung Hallormsstaður hat 48 Einwohner (Stand: 1. Januar 2011) und ist das einzige Walddorf in Island.
Die Forstwirtschaftsstation gibt es seit 1903 im Hallormsstaðaskógur.
1905 wurde das Gebiet unter Schutz gestellt und später mehrfach vergrößert.